# Міхейлешть (комуна)
Міхейлешть, Міхейлешті (рум. Mihăilești) — комуна у повіті Бузеу в Румунії. До складу комуни входять такі села (дані про населення за 2002 рік):
- Колценень (265 осіб)
- Мерджиняну (791 особа)
- Міхейлешть (623 особи) — адміністративний центр комуни
- Сату-Ноу (457 осіб)

Комуна розташована на відстані 70 км на північний схід від Бухареста, 28 км на південний захід від Бузеу, 120 км на південний захід від Галаца, 117 км на південний схід від Брашова.

## Населення
За даними перепису населення 2002 року у комуні проживали 3767 осіб. Усі жителі комуни рідною мовою назвали румунську.
Національний склад населення комуни:
| Національність | Кількість осіб | Відсоток |
| -------------- | -------------- | -------- |
| румуни         | 3711           | 98,5%    |
| цигани         | 56             | 1,5%     |

Склад населення комуни за віросповіданням:
| Релігія     | Кількість осіб | Відсоток |
| ----------- | -------------- | -------- |
| православні | 3705           | 98,4%    |
| адвентисти  | 61             | 1,6%     |
| баптисти    | 1              | < 0,1%   |